# Pepas (canción)
«Pepas» es una canción del cantante y compositor puertorriqueño Farruko de su octavo álbum de estudio La 167. Fue lanzado el 24 de junio de 2021, a través de Sony Music Latin. Alcanzó el puesto 25 en el Billboard Hot 100 de Estados Unidos y el número uno en la lista de Hot Dance/Electronic Songs de Estados Unidos, convirtiéndose en el sencillo del artista con más ranking hasta la fecha. El EP de remixes oficial presenta diversos ritmos remezclando a original con las participaciones de notables DJs, David Guetta, Steve Aoki, Tiësto, Robin Schulz y Benny Benassi.

## Recepción
El sencillo fue certificado 55 X Platino (Latino) por la RIAA vendiendo 3,12 millones de unidades.

## Composición
"Pepas" comienza con un ritmo lento, luego se transforma rápidamente en algo "que recuerda a las fiestas de baile antes de la pandemia de COVID-19".

## Vídeo musical
El vídeo musical fue lanzado el 6 de agosto de 2021, dirigido por Mike Ho. Incluye una fiesta que duró toda la noche con fuegos artificiales, bailarines, hombres vestidos con trajes de neón y Farruko bailando sobre contenedores de envío.

## Posicionamiento en listas
| Lista (2021)                                | Mejor posición |
| ------------------------------------------- | -------------- |
| Alemania (Media Control AG)                 | 1              |
| Argentina (Argentina Hot 100)               | 1              |
| Austria (Ö3 Austria Top 40)                 | 1              |
| Bélgica (Flandes) (Ultratop 50)             | 1              |
| Bélgica (Valonia) (Ultratop 50)             | 1              |
| Bolivia (Monitor Latino)                    | 3              |
| Canadá (Canadian Hot 100)                   | 1              |
| Chile (Monitor Latino)                      | 7              |
| Colombia (Monitor Latino)                   | 8              |
| Colombia (National-Report)                  | 2              |
| Costa Rica (Monitor Latino)                 | 4              |
| Dinamarca (Tracklisten)                     | 28             |
| Ecuador (Monitor Latino)                    | 2              |
| El Salvador (Monitor Latino)                | 1              |
| Eslovaquia (Singles Digitál Top 100)        | 37             |
| España (Top 100 Canciones)                  | 1              |
| Estados Unidos (Billboard Hot 100)          | 25             |
| Estados Unidos (Hot Dance/Electronic Songs) | 1              |
| Estados Unidos (Hot Latin Songs)            | 1              |
| Estados Unidos (Latin Airplay)              | 1              |
| Estados Unidos (Mainstream Top 40)          | 34             |
| Estados Unidos (Rhythmic)                   | 15             |
| Francia (SNEP)                              | 3              |
| Global 200 (Billboard)                      | 11             |
| Guatemala (Monitor Latino)                  | 5              |
| Honduras (Monitor Latino)                   | 1              |
| Hungría (Single Top 40)                     | 32             |
| Irlanda (IRMA)                              | 79             |
| Israel (Media Forest)                       | 3              |
| Italia (FIMI)                               | 9              |
| Lituania (AGATA)                            | 53             |
| México (AMPROFON Top Streaming)             | 2              |
| Mexico Airplay (Billboard)                  | 28             |
| Nicaragua (Monitor Latino)                  | 1              |
| Noruega (VG-lista)                          | 35             |
| Países Bajos (Dutch Top 40)                 | 3              |
| Países Bajos (Mega Single Top 100)          | 1              |
| Panamá (Monitor Latino)                     | 7              |
| Paraguay (Monitor Latino)                   | 3              |
| Paraguay (SGP)                              | 1              |
| Perú (Monitor Latino)                       | 1              |
| Polonia (Polish Airplay Top 100)            | 38             |
| Portugal (AFP)                              | 1              |
| Suecia (Sverigetopplistan)                  | 54             |
| Suiza (Schweizer Hitparade)                 | 1              |
| Uruguay (Monitor Latino)                    | 12             |
| Venezuela (Monitor Latino)                  | 8              |

## Certificaciones
| País           | Organismo certificador | Certificación       | Ventas certificadas | Ref.   |
| -------------- | ---------------------- | ------------------- | ------------------- | ------ |
| España         | PROMUSICAE             | 4× Platino          | 160 000             | [ 54 ] |
| Estados Unidos | RIAA                   | 52× Platino (Latin) | 3 120 000           | [ 5 ]  |
| Italia         | FIMI                   | Platino             | 70 000              | [ 55 ] |
| Portugal       | AFP                    | Platino             | 10 000              | [ 56 ] |
| Suiza          | IFPI Suiza             | Oro                 | 10 000              | [ 57 ] |